# Hungry generation
Hungry generation (em Língua portuguesa Geração faminta) é um movimento na literatura Bengali. Foi lançado em 1961 por Malay Roy Choudhury. Outros membros fundadores foram Shakti Chattopadhyay, Samir Roychoudhury e Debi Ray.

## Poetas dahunfry generationfamosos
- Malay Roy Choudhury
- Shakti Chattopadhyay
- Samir Roychoudhury
- Debi Ray
- Subimal Basak
- Falguni Ray
- Tridib Mitra
- Utpalkumar Basu
- Pradip Choudhuri
- Basudeb Dasgupta
- Subhas Ghose
- Sandipan Chattopadhyay
- Binay Majumdar
- Anil Karanjai
- Subo Acharya
- Saileswar Ghose